# Predeal-Sărari
Predeal-Sărari es una comuna ubicada en el distrito de Prahova, Rumania.

## Superficie
Posee una superficie de 24,45 kilómetros cuadrados.

## Demografía
Hasta 2021 la población era de 2127 habitantes, con una densidad de población de 86,99 habitantes por kilómetro cuadrado.